# Stilobezzia addita
Stilobezzia addita är en tvåvingeart som beskrevs av Clastrier 1986. Stilobezzia addita ingår i släktet Stilobezzia och familjen svidknott.
Artens utbredningsområde är Kongo. Inga underarter finns listade i Catalogue of Life.